# 1:a gardesdivisionen (Tyskland)
1:a gardesdivisionen (tyska: 1. Garde-Division) var en tysk Infanteridivision som existerade mellan den 5 september 1818 och den 30 april 1919.

## Historia
En föregångare till divisionen bildades som en reservdivision till den 2. armékåren redan under det Sjätte koalitionskriget men det egentliga grundandet ägde rum först den 5 september 1818. Divisionens högkvarter var förlagt i Berlin fram till 1837 och flyttades därefter till Potsdam och sedan tillbaka till Berlin 1864 där det låg fram till divisionens indragning den 30 april 1919. 
Divisionen som var en del av gardesstyrkorna var ursprungligen preussisk men överfördes till Kaiserliches Heer vid dess bildande 1871.

## Organisation under första världskriget
Förläggningsort inom parentes.

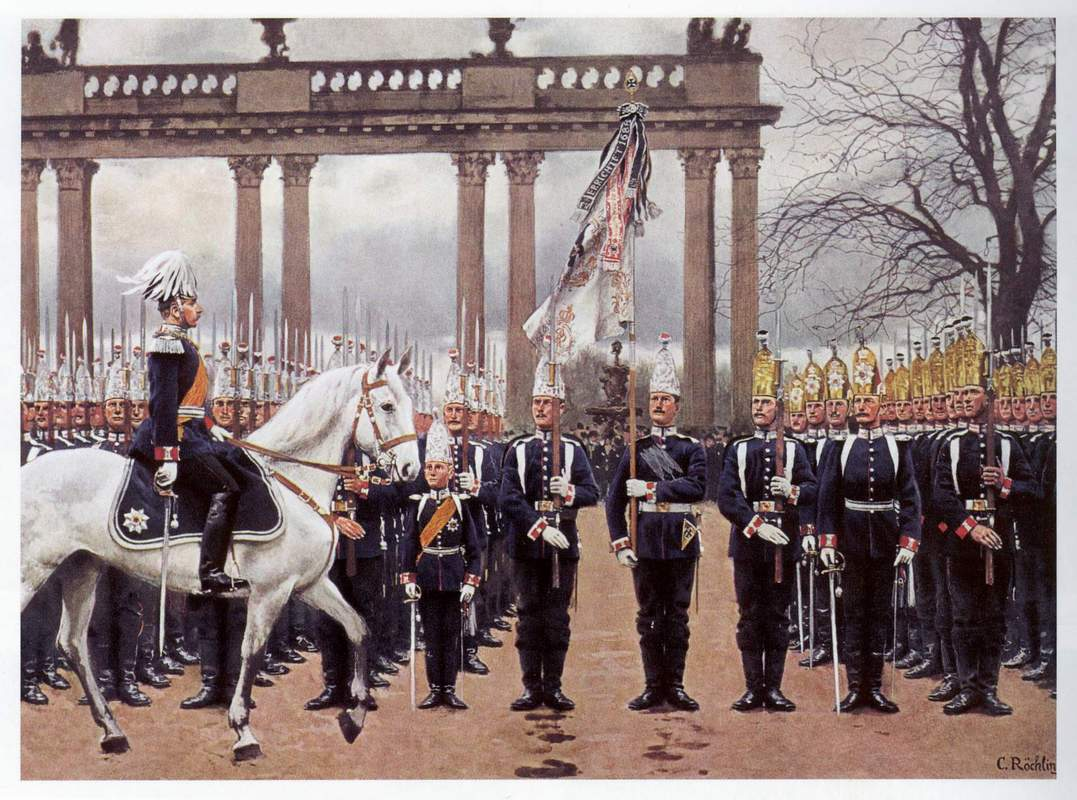
1:a Fotgardesregementet (1. Garde-Regiment zu Fuß) vid parad. Målning av Carl Röchling.

- 1:a Gardesinfanteribrigaden (Potsdam)
  - 1:a Fotgardesregementet (Potsdam)
  - 3:e Fotgardesregementet (Potsdam)
  - Gardesjägarbataljonen (Potsdam)
  - Övningsinfanteribataljonen (Potsdam)
  - 1:a Gardeslantvärnsregementet (Königsberg och Graudenz)
  - 3:e Gardeslantvärnsregementet (Hannover och Schleswig)

- 2:a Gardesinfanteribrigaden (Potsdam)
  - 2:a Fotgardesregementet (Berlin)
  - 4:e Fotgardesregementet (Berlin)
  - Gardesfysiljärregementet (Berlin)
  - 2:a Gardeslantvärnsregementet (Berlin och Stettin)
  - 4:e Gardeslantvärnsregementet (Magdeburg och Cottbus)
  - Gardeslantvärnsfysiljärregementet (Frankfurt am Main och Wiesbaden)

- 1:a Gardesfältartilleribrigaden (Potsdam)
  - 1:a Gardesfältartilleriregementet (Berlin)
  - 3:e Gardesfältartilleriregementet (Berlin och Beeskow)

## Befälhavare
| Grad            | Name               | Tidsperiod                           |
| --------------- | ------------------ | ------------------------------------ |
| Generallöjtnant | Ludwig von Sobbe   | 10 augusti 1888 - 3 november 1890    |
| Generallöjtnant | Helmuth von Moltke | 27 januari 1902 - 31 december 1903   |
| Generalmajor    | Fritz von Below    | 9 - 17 februari 1908 (tillförordnad) |
| Generallöjtnant | Fritz von Below    | 18 februari 1908 - 30 september 1912 |
| Generallöjtnant | Alfred von Larisch | 1 oktober - 16 november 1912         |
| Generalmajor    | Eduard von Jena    | 12 oktober 1918 - 5 februari 1919    |
| Generalmajor    | Georg Mühry        | 6 februari - 30 april 1919           |